# Гайза
Гайза (нім. Geisa) — місто в Німеччині, розташоване в землі Тюрингія. Входить до складу району Вартбург.
Площа — 71,75 км2. Населення становить 4823 ос. (станом на 31 грудня 2021).